# Кайседо, Линда
Линда Лизет Кайседо Алегрия (исп. Linda Lizeth Caicedo Alegría; 25 февраля 2005, Канделария, Колумбия) — колумбийская футболистка, нападающий клуба «Реал Мадрид» и сборной Колумбии.

## Карьера в сборной
В ноябре 2019 года Кайседо впервые была вызвана в сборную Колумбии.
В 2022 году Кайседо была вызвана на свой первый официальный турнир с взрослой сборной Колумбии — Кубок Америки 2022. Свой первый гол она забила на групповом этапе в матче против сборной Эквадора. По итогам турнира Линда была признана лучшим игроком, а также попала в символическую сборную турнира.

## Достижения

### Командные
«Америка» (Кали)
- Чемпионка Колумбии: 2019

«Депортиво» (Кали)
- Чемпионка Колумбии: 2021

Сборная Колумбии
- Финалистка Кубка Америки: 2022

### Личные
- Лучший гол чемпионата мира: 2023
- Лучшая молодая футболистка года: 2021
- Лучший игрок Кубка Америки: 2022
- Входит в символическую сборную Кубка Америки: 2022
- Лучший бомбардир чемпионата Колумбии: 2019